# 396 до н. е.

## Події
- Битва при Галіарті.
- Орест Македонський вбиває свого малолітнього співправителя Аеропа.
- У місті Ефес перебувала ставка спартанського царя Агесилая II.
- Римляни зруйнували місто Вейї.
- Проведена 96-а Олімпіада.
- Інтеррекси Луцій Валерій Потіт і Марк Фурій Камілл.
- Афінський адмірал Конон, який перебував на службі у персів, захопив Родос.
- Завершення робіт із відведення води з Альбанського озера.
- Обрання диктатора в Римі.
- Діонісій I Сіракузький здобуває штурмом табір кафагенців під Сіракузами і знищує більшу частину карфагенського флоту. Гімількон капітулює. Діонісій займає фінікійські міста на північно-західному узбережжі Сицилії — Гімеру і Солунт і заселяє їх найманцями.

## Народились
- Ксенократ — давньогрецький філософ, учень Платона.
- Лікург — давньогрецький політичний діяч.

## Померли
- Фукідід — давньогрецький історик, автор основ історичної критики.
- Орест — македонський цар.